# Handwerkskammer Ostwestfalen-Lippe zu Bielefeld
Die Handwerkskammer Ostwestfalen-Lippe zu Bielefeld ist eine von 53 Handwerkskammern in Deutschland und befindet sich in der ostwestfälischen Stadt Bielefeld in Nordrhein-Westfalen. Ihr Sitz ist ein für diesen Zweck 2015 eröffnetes Gebäude auf dem Campus Handwerk.

## Aufgaben
Als Körperschaft des öffentlichen Rechts nimmt die Handwerkskammer Ostwestfalen-Lippe die ihr übertragenen, staatlichen Aufgaben wahr.
Die Handwerkskammer OWL zu Bielefeld vertritt ferner die Interessen der rund 22.000 angeschlossenen Handwerksbetriebe und 215.000 Beschäftigten in der Region Ostwestfalen-Lippe. Davon sind knapp 11.000 Personen als Auszubildende beschäftigt. Die Betriebe generieren einen Umsatz von rund 28 Milliarden EUR (Stand Dezember 2022).
Sie wirkt an Gesetzesinitiativen zur Schaffung handwerksgerechter Rahmenbedingungen im Rahmen der Mitgliedschaft im Westdeutschen Handwerkskammertag (WHKT), über diesen in Handwerk NRW, dem Deutschen Handwerkskammertag (DHKT) sowie im Zentralverband des Deutschen Handwerks (ZDH) mit.
Sie wirkte u. a. mit am Mittelstandsgesetz NRW, Bürokratieabbaugesetz OWL, dem Berufsbildungsreformgesetz BBiG und der Handwerksnovelle aus den Jahren 2003/2004. Die Handwerkskammer OWL zu Bielefeld nimmt Stellung zur Stadt- und Regionalentwicklung sowie zur Umweltpolitik in OWL und hält Kontakt zur Bezirksregierung Detmold. Die Handwerkskammer OWL zu Bielefeld ist u. a. Mitglied im Regionalrat OWL, der OWL-Marketing GmbH sowie der Initiative für Beschäftigung OWL.
Ein weiterer Mittelpunkt der Aufgaben der Handwerkskammer OWL in Bielefeld ist seit ihrer Gründung am 1. April 1900 die Förderung beruflicher Qualifizierung. Dazu zählen die überbetriebliche Ausbildung im Berufsbildungszentrum (BBZ) in Bielefeld und im Handwerksbildungszentrum (HBZ) in Lemgo sowie die Durchführung von Fortbildungslehrgängen und Meistervorbereitungskursen oder das Abhalten von Fachvorträgen.

## Sitz
Die Handwerkskammer Ostwestfalen-Lippe zu Bielefeld hat neben dem Hauptsitz in Bielefeld eine Zweigstelle in Lemgo.

## Die Kreishandwerkerschaften/Innungen im Kammerbezirk

Nordrhein-Westfalen mit seinen Kreisen und Städten. CC BY-SA 3.0

Die vier Kreishandwerkerschaften im Bezirk der Handwerkskammer Ostwestfalen-Lippe zu Bielefeld sowie die Innungen:
- Kreishandwerkerschaft Gütersloh-Bielefeld
- Kreishandwerkerschaft Höxter-Warburg
- Kreishandwerkerschaft Paderborn-Lippe
- Kreishandwerkerschaft Wittekindsland
- Schornsteinfeger-Innung für den Regierungsbezirk Detmold

Quelle:

## Strukturen der Handwerkskammer
Die 53 Handwerkskammern in Deutschland sind Körperschaften des Öffentlichen Rechts und bestehen aus Ehren- und Hauptamt. Ziel ist die Gewährleistung von Sachnähe und Kompetenz. Sie übernehmen hoheitliche Aufgaben, die sie in eigener Regie für den Staat verrichten. Daneben bieten sie ihren Mitgliedern ein breites Spektrum von Dienstleistungen an, das von technischer, betriebswirtschaftlicher und handwerksrechtlicher Beratung bis hin zur Beratung in der beruflichen Bildung reicht. Der Gesetzgeber hat 1953 mit der Handwerksordnung die Handwerkskammern als Selbstverwaltungseinrichtung der Wirtschaft bestätigt.
Als regionale Dachorganisation vertritt eine Handwerkskammer das Handwerk auf allen Ebenen des wirtschaftlichen, politischen und gesellschaftlichen Lebens. Ziel ist es, den Mitgliedsbetrieben Spielräume zur wirtschaftlichen Entfaltung zu eröffnen und ihre Leistungsfähigkeit zu steigern. Als Körperschaft des Öffentlichen Rechts übernimmt die Kammer – anstelle staatlicher oder kommunaler Behörden – darüber hinaus eine Vielzahl hoheitlicher Aufgaben, die vom Staat übertragen wurden. Die rechtliche Grundlage hierfür bildet das „Gesetz zur Ordnung des Handwerks“ (Handwerksordnung – HwO).
In den Gremien der Handwerkskammer sind Handwerker aus allen Branchen vertreten, so dass sich die Arbeit an den Bedürfnissen der Handwerkspraxis ausrichtet. Um auch tatsächlich die Interessen aller im Handwerk Beschäftigten zu wahren, sind in allen beschlussfähigen Organen jeweils Arbeitgeber zu zwei Drittel und Arbeitnehmer zu einem Drittel vertreten.

## Organe

### Vollversammlung
Das höchste beschlussfähige Organ der Handwerkskammer Ostwestfalen-Lippe zu Bielefeld ist die Vollversammlung. Ihre Mitglieder sind die gewählten Repräsentanten des ostwestfälisch-lippischen Handwerks. Diese werden aus Vertretern des Handwerks für fünf Jahre gewählt. Insgesamt besteht die Vollversammlung aus 60 Mitgliedern, davon 40 Arbeitgeber und 20 Arbeitnehmer. Als wichtigstes Gremium bestimmt die Vollversammlung unter anderem die Richtlinien der Kammerpolitik. Zu ihren Aufgaben gehören unter anderem die Wahl des Vorstandes und des Geschäftsführers, das Einsetzen von Ausschüssen und das Aufstellen des Haushaltsplanes. Die Vollversammlung erlässt Vorschriften zur Berufsausbildung wie etwa die Gesellen- und Meisterprüfungsordnungen.

### Vorstand
Der Vorstand wird – ebenfalls für die Dauer von fünf Jahren – aus den Reihen der Vollversammlung gewählt. Zwölf Mitglieder gehören bei der Handwerkskammer Ostwestfalen-Lippe dem Vorstand an, davon acht auf Arbeitgeber- und vier auf Arbeitnehmerseite. Das Präsidium besteht aus dem Präsidenten sowie seinen beiden Vizepräsidenten (je ein Arbeitgeber- und ein Arbeitnehmervertreter). Der Vorstand bestimmt die Richtlinien der Handwerkskammer. Der derzeitige Präsident ist Peter Eul.

### Die Ausschüsse
Zu den Gremien der Handwerkskammer zählen auch die Ausschüsse der Vollversammlung, die entweder auf Dauer oder für die Erledigung bestimmter Aufgaben gebildet werden. Im Einzelnen sind dies:
- Berufsbildungsausschuss (BBA)
- Wirtschaftsförderungsausschuss (WFA)
- Rechnungsprüfungsausschuss (RPA)

Insgesamt arbeiten in allen Gremien der Handwerkskammer und der Innungen in Ostwestfalen-Lippe bis zu 1.200 Ehrenamtliche mit und sorgen so für die Wahrnehmung der Interessen des Handwerks in der Selbstverwaltung.

## Organisation
Zu den Dienstleistungen gehören die Berufsbildungsabteilung und die Betriebsberatung. Neben Bielefeld bieten auch die Außenstellen in Paderborn, Bad Oeynhausen und Detmold kostenlose betriebswirtschaftliche und technische Beratungen für bestehende Handwerksbetriebe und Existenzgründer im Handwerk an. Zudem arbeitet die Handwerkskammer mit den Kreishandwerkerschaften in der kreisfreien Stadt Bielefeld sowie in den Kreisen Herford, Minden-Lübbecke, Gütersloh, Lippe, Paderborn und Höxter zusammen, die die Interessen der 128 Handwerksinnungen vertreten.
Die Handwerkskammer wird vertreten durch den Hauptgeschäftsführer Jens Prager und den Präsidenten Friseurmeister Peter Eul (Stand März 2023).

## Partner
Deutsch-französische Kammerpartnerschaft
Seit 1980 unterhält die Handwerkskammer eine Partnerschaft zu den westfranzösischen Handwerkskammern der Vendée und Loire-Atlantique. Die drei Partner haben sich verpflichtet, dauerhafte Verbindungen zu pflegen und den „Austausch zwischen im und für das Handwerk tätigen Menschen zu fördern“. Seither haben regelmäßige Austauschprogramme für Lehrlinge und Gesellen, jährliche Begegnungen der Hauptgeschäftsführer, Vorstands- und Unternehmerreisen, Erfahrungsaustausche auf Innungsebene sowie deutsch-französische Klausurtagungen stattgefunden.